# José Marcelo Ferreira
José Marcelo Ferreira, kallad Zé Maria, född 25 juli 1973, är en brasiliansk före detta professionell fotbollsspelare som avslutade spelarkarriären 2008. Mellan 1996 och 2001 spelade Ferreira 43 landskamper och gjorde 2 mål för det brasilianska landslaget. I början och mitten på 1990-talet spelade han i ett antal brasilianska klubbar innan han flyttade till Europa och bland annat representerade Parma, Inter och Perugia. Han avslutade karriären i moderklubben Associação Portuguesa de Desportos.